# Seven (estudio)
Animation Studio Seven Co., Ltd. (株式会社アニメーションスタジオ・セブン Kabushiki gaisha Animēshon Sutajio Sebun?) conocido simplemente como Seven, es un estudio de animación japonés que produce hentai y anime. 

## Establecimiento
Seven fue fundado en septiembre de 2007 por el ex productor de WAO World, Taku Horie. Después de la quiebra de Radix Ace Entertainment en 2006, gran parte del personal quería seguir buscando trabajos en el negocio del anime, y después de la fundación de Seven, muchos de los empleados de Radix se inscribieron en la empresa. La primera gran producción del estudio fue un OVA hentai para adultos en 2011. En el mismo año, el estudio produjo su primera serie televisada, una adaptación televisiva de corta duración del manga Morita-san wa Mukuchi. Aunque Seven animó numerosas series cortas de televisión y series hentai, no produjo una serie de larga duración hasta 2017 con el lanzamiento de Ōsama Game The Animation.
El estudio pone énfasis en las producciones originales y el trabajo individual de sus animadores y personal.

## Trabajos
La siguiente lista es una lista de los trabajos de Seven como estudio principal de animación.

### Hentai
- Buta Hime-sama (2011)
- Hakoiri Shōjo: Virgin Territory (2011–2012)
- Rinkan Club (2011–2014)
- Otome Dori (2012)
- Sei Yariman Gakuen Enkō Nikki The Animation (2013)
- Kagachi-sama Onagusame Tatematsurimasu: Netorare Mura Inya Hanashi (2013)
- Koikishi Purely☆Kiss The Animation (2013–2014)
- Shin Sei Yariman Gakuen Enkō Nikki The Animation (2014)
- Baku Ane: Otōto Shibocchau zo! The Animation (2014)
- Rance 01: Hikari wo Motomete The Animation (2014–2016)[4]
- Buta no Gotoki Sanzoku ni Torawarete Shōjo o Ubawareru Kyonyū Himekishi & Onna Senshi: Zettai Chinpo Nanka ni Maketari Shinai!! The Animation (2015)
- Gyakuten Majo Saiban: Chijo na Majo ni Sabakarechau The Animation (2015)
- Nudist Beach ni Shūgakuryokō de!! The Animation (2016)
- Hachishaku Hachiwa Keraku Meguri: Igyō Kaikitan The Animation (2016–2017)
- Ero Zemi: Ecchi ni Yaru-ki ni ABC - The Animation (2017)
- Sōryo to Majiwaru Shikiyoku no Yoru ni... (2017)
- Yarimoku Beach ni Shūgakuryokō de!! The Animation (2017)
- Baku Ane 2: Otōto Ippai Shibocchau zo! The Animation (2017)
- Shikkoku no Shaga The Animation (2017–2019)
- Honoo no Haramase Oppai: Ero Appli Gakuen The Animation (2017–2018)
- Real Eroge Situation! The Animation (2018)
- Soikano: Gyutto Dakishimete The Animation (2018)
- Hatsujou Switch Otosareta Shoujo-tachi The Animation (2018)
- Wagaya no Liliana-san The Animation (2019)
- Seikatsu Shūkan The Animation (2019)
- Aikagi The Animation (2019)
- Aibeya The Animation (2019)
- Love x Holic: Miwaku no Otome to Hakudaku Kankei The Animation (2019)
- Tonari no Ie no Anette-san The Animation (2020)
- Suketto Sanjou!! The Animation (2020)
- Sekufure Osananajimi: Shojo to Doutei wa Hazukashii tte Minna ga Iu kara The Animation (2020)
- Inmou (2020–presente)
- Succubus Stayed Life The Animation (2020–presente)

### Serie de televisión de anime
| Título                                       | Director(es)                                    | Fecha de primera transmisión | Fecha de última transmisión | Eps | Nota(s)                                                                                            | Ref(s)        |
| -------------------------------------------- | ----------------------------------------------- | ---------------------------- | --------------------------- | --- | -------------------------------------------------------------------------------------------------- | ------------- |
| Morita-san wa Mukuchi                        | Naotaka Hayashi                                 | 6 de julio de 2011           | 26 de diciembre de 2011     | 26  | Adaptación de un manga de Tae Sano.                                                                | [ 2 ]         |
| Recorder to Randoseru Do♪                    | Hiroshi Kimura                                  | 5 de enero de 2012           | 28 de marzo de 2012         | 13  | Adaptación de un manga de Meme Higashiya.                                                          | [ 5 ]         |
| Recorder to Randoseru Re♪                    | Hiroshi Kimura                                  | 4 de abril de 2012           | 27 de junio de 2012         | 13  | Secuela de Recorder to Randoseru Do♪.                                                              | [ 6 ]         |
| Ai Mai Mi                                    | Itsuki Imazaki                                  | 3 de enero de 2013           | 28 de marzo de 2013         | 13  | Adaptación de un manga de Choborau Nyopomi.                                                        | [ 7 ]         |
| Recorder to Randoseru Mi♪                    | Hiroshi Kimura                                  | 8 de julio de 2013           | 23 de septiembre de 2013    | 12  | Secuela de Recorder to Randoseru Re♪.                                                              | [ 8 ]         |
| Strange+                                     | Takashi Nishikawa                               | 9 de enero de 2014           | 27 de marzo de 2014         | 12  | Adaptación de un manga de Verno Mikawa.                                                            | [ 9 ]         |
| Ai Mai Mi: Mousou Catastrophe                | Itsuki Imazaki                                  | 8 de julio de 2014           | 23 de septiembre de 2014    | 12  | Secuela de Ai Mai Mi.                                                                              | [ 10 ]        |
| Sin Strange+                                 | Hiroyuki Furukawa                               | 11 de julio de 2014          | 26 de septiembre de 2014    | 12  | Secuela de Strange+.                                                                               | [ 11 ]        |
| Danna ga Nani o Itteiru ka Wakaranai Ken     | Shinpei Nagai                                   | 3 de octubre de 2014         | 25 de junio de 2015         | 26  | Adaptación de un manga de Coolkyousinnjya.                                                         | [ 12 ] [ 13 ] |
| Okusama ga Seito Kaichō!                     | Hiroyuki Furukawa                               | 2 de julio de 2015           | 17 de septiembre de 2015    | 12  | Adaptación de un manga de Yumi Nakata.                                                             | [ 14 ]        |
| Magical Somera-chan                          | Itsuki Imazaki                                  | 7 de octubre de 2015         | 13 de diciembre de 2015     | 12  | Adaptación de un manga de Choborau Nyopomi.                                                        | [ 15 ]        |
| Okusama ga Seito Kaichō! +!                  | Hiroyuki Furukawa (jefe) Tokihiro Sasaki        | 2 de octubre de 2016         | 18 de diciembre de 2016     | 12  | Secuela de Okusama ga Seito Kaichō!                                                                | [ 16 ]        |
| Ai Mai Mi 3: Surgical Friends                | Itsuki Imazaki                                  | 3 de enero de 2017           | 21 de marzo de 2017         | 12  | Secuela de Ai Mai Mi: Mousou Catastrophe.                                                          | [ 17 ]        |
| Sōryo to Majiwaru Shikiyoku no Yoru ni...    | Hideki Araki                                    | 2 de abril de 2017           | 18 de junio de 2017         | 12  | Adaptación de un manga de Reon Maomi.                                                              | [ 18 ]        |
| Irresponsable capitán Tylor                  | Hiroshi Kimura                                  | 11 de julio de 2017          | 26 de septiembre de 2017    | 12  | Basado en Irresponsable capitán Tylor de Hitoshi Yoshioka.                                         | [ 19 ]        |
| Omiai Aite wa Oshiego, Tsuyoki na, Mondaiji. | Saburō Miura                                    | 2 de octubre de 2017         | 18 de diciembre de 2017     | 12  | Adaptación de un manga de Sigma Torai.                                                             | [ 20 ]        |
| Ōsama Game The Animation                     | Tokihiro Sasaki                                 | 5 de octubre de 2017         | 21 de diciembre de 2017     | 12  | Adaptación de la novela de teléfono celular Ōsama Game y Ōsama Game: Extreme de Nobuaki Kanazawa.  | [ 21 ]        |
| Holmes of Kyoto                              | Tokihiro Sasaki                                 | 9 de julio de 2018           | 24 de septiembre de 2018    | 12  | Adaptación de una serie de novelas de Mai Mochizuki.                                               | [ 22 ]        |
| Joshi Kausei                                 | Tokihiro Sasaki                                 | 6 de abril de 2019           | 22 de junio de 2019         | 12  | Adaptación de un manga de Ken Wakai.                                                               | [ 23 ]        |
| Nobunaga Sensei no Osanazuma                 | Tokihiro Sasaki                                 | 6 de abril de 2019           | 22 de junio de 2019         | 12  | Adaptación de un manga de Azure Konno.                                                             | [ 24 ]        |
| Eternity: Shinya no Nurekoi Channel          | Hideki Araki Ryūichi Baba Rokurō Kuramori Iroha | 5 de octubre de 2020         | 21 de diciembre de 2020     | 12  | Adaptación antológica de 12 novelas y manga bajo el sello Eternity Books publicado por AlphaPolis. | [ 25 ]        |
| Battle Athletes Daiundōkai ReSTART!          | Tokihiro Sasaki                                 | 10 de abril de 2021          | 27 de junio de 2021         | 12  | Adaptación de un manga de Rui Takatō.                                                              | [ 26 ]        |
| Peter Grill to Kenja no Jikan: Super Extra   | Tatsumi                                         | 9 de octubre de 2022         | 25 de diciembre de 2022     | 12  | Secuela de Peter Grill to Kenja no Jikan. Coproducción junto a Wolfsbane.                          | [ 27 ]        |

### OVA´s
| Título                   | Director          | Fecha de lanzamiento                      | Eps                 | Nota(s)                                                                                     | Ref(s) |
| ------------------------ | ----------------- | ----------------------------------------- | ------------------- | ------------------------------------------------------------------------------------------- | ------ |
| Recorder to Randoseru    | Hiroshi Kimura    | 17 de julio de 2012                       | 2                   | Episodios de bonificación que aparecen en el lanzamiento en DVD de Recorder y Randsell Re♪. | [ 28 ] |
| Paradise of Innocence    | Takashi Nishikawa | 28 de agosto de 2015–29 de agosto de 2016 | 2 (Episodios 2 y 3) | Adaptación de un manga de Uran.                                                             |        |
| Sin Strange+             | Takashi Nishikawa | 19 de octubre de 2014                     | 1                   | Episodio no emitido lanzado como DVD de Sin Strange+.                                       |        |
| Okusama ga Seito Kaichō! | Hiroyuki Furukawa | 27 de enero de 2016                       | 1                   | Episodio no emitido incluido con el noveno volumen del manga.                               | [ 29 ] |

### Películas
| Título           | Director     | Fecha de lanzamiento    | Nota(s)                                     | Ref (s) |
| ---------------- | ------------ | ----------------------- | ------------------------------------------- | ------- |
| Marudase Kintarō | Hideki Araki | 11 de diciembre de 2020 | Adaptación de un manga yaoi de Naomi Guren. | [ 30 ]  |